# Championnats du monde de ski alpin 2031
Navigation
Narvik 2029 Édition suivante
Les championnats du monde de ski alpin 2031, cinquante et unième édition des Championnats du monde de ski alpin, auront lieu en février 2031.

## Désignation
Lors de la designation de la ville organisatrice des championnats 2029 attribués à Narvik le 4 juin 2024 lors du 55e congrès de la FIS à Reykjavik, cette dernière a pour la première fois désigné le même jour l'organisateur des championnats 2031.
Deux villes candidates battues pour l'organisation des championnats 2029 restaient en course : 
- Soldeu ( Andorre) qui postulait à nouveau après ses candidatures pour 2027 et 2029 (Andorre n'a jamais organisé les championnats du monde de ski alpin)[1],[2]
- Val Gardena ( Italie), qui avait déjà organisé ces championnats en 1970[3].

Ç'est Val Gardena qui l'a emporté avec 14 voix, devant Soldeu 6 voix.